# Skapti Þóroddsson
Skapti Þóroddsson (... – 1030) fu un lögsögumaður e uno scaldo islandese.
Divenne giurista nel 1004, succedendo allo zio Grímr, lo rimase fino alla propria morte. Fu il lögsögumaður più longevo di tutti. Secondo l'Íslendingabók istituì una riforma giudiziaria che creò la "quinta corte", una corte nazionale d'appello.
Secondo lo Skáldatal Skapti fu attivo alla corte di Hákon Sigurðarson e secondo la Heimskringla compose un'opera su Óláfr Haraldsson e la fece esporre al re dal proprio figlio Steinn.